# オルバーシア (小惑星)
オルバーシア (1002 Olbersia) は、小惑星帯にある小惑星。ウラジーミル・アルビツキーがクリミア半島のシメイズ天文台で発見した。
小惑星パラス、ベスタの発見などで知られるドイツの天文学者・医師ヴィルヘルム・オルバースに因んで名付けられた。